# Fernando Fernandes (escultor)
Fernando Fernandes (Braga, 11 de Abril de 1924 — 1992) foi um escultor português. 

## Biografia
Fernando Fernandes foi além de colega de curso, companheiro de Manuel Pereira da Silva na aventurosa estadia em Paris em 1947 e 1948, juntamente com o pintor Júlio Resende e o escultor Eduardo Tavares que veio a ser utente do atelier de Manuel Pereira da Silva na rua da Restauração, no Porto, o que igualmente se verificou, mais tarde, com o escultor Aureliano Lima e o pintor Reis Teixeira.
Professor, de Desenho, no Liceu Camões, disciplina que leccionou até 1974.

## Educação
Em 1942,  ingressa no Curso Especial de Pintura da Escola Superior de Belas-Artes do Porto, mudando em 1945, para o Curso Especial de Escultura, concluído três anos mais tarde. Em 1949, inscreve-se no Curso Superior de Escultura.
A Lógica e o Silogismo, apresentada em 1953, a primeira escultura abstracta apresentada em prova escolar, obtendo então a classificação de 19 valores. Após a conclusão do curso, Fernando Fernandes frequenta a École des Beaux-Arts, em Paris e a Slade School of Fine Art de Londres. Foi bolseiro do Instituto da Alta Cultura e da Fundação Calouste Gulbenkian.
Foi um dos membros do Grupo portuense "Independentes" (anos 1940).

## Obras seleccionadas
- Participa na exposição de Arte Moderna do SNI com a obra Piet, em (1952).
- Representou Portugal na II e V Bienais de Arte Moderna de São Paulo, em (1953) e (1959).
- Motherhood (1956), acervo do Museu Nacional de Arte Contemporânea, MNAC, (Museu do Chiado), Lisboa.
- Veado (1957) , escultura em alumínio, acervo do Centro de Arte Moderna da Fundação Calouste Gulbenkian.
- Participou no III Salão Nacional de Arte, na Sociedade Nacional de Belas-Artes, em Lisboa (1968).
- Estátua de bronze, "Luís de Camões", executada em 1970, e inaugurada em 1972, na entrada do Liceu Camões, assinalando o IV Centenário da Publicação de "Os Lusíadas".
- Escultura, em mármore,  "As Três Graças" inaugurada, em 1973, na Praça de Londres, em Lisboa.
- Exposição individual, de pintura a óleo, na Sociedade Nacional de Belas Artes (1974).
- Integrou a exposição "Arte Portuguesa dos Anos 50" ocorrida na Sociedade Nacional de Belas-Artes, em Lisboa (1993)